# Manuel de Novas
Manuel de Novas, Manuel d'Novas o Manel d'Novas (Santo Antão, 24 de febrer de 1938 - Mindelo, São Vicente, 28 de setembre de 2009) fou un poeta i compositor capverdià, reconegut internacionalment.

## Biografia
Batejat com a Manuel Jesus Lopes, Manuel de Novas va escriure Stranger ê um ilusão, Lamento d'um emigrante i altres poemes. Considerat el compositor i un dels trobadors més importants de Cap Verd, el favorit de Cesária Évora (la denominada reina de la morna, cant tradicional capverdià, malenconiós i proper al fado portuguès) i Bana.
Encara que va néixer a l'illa de Santo Antão, Manuel de Novas es considerava fill de Mindelo, illa de Saão Vicente, on vivia.
Manuel de Novas era conegut principalment per tenir una actitud crítica cap a la societat mindelenca, l'illa on va viure i que li va adoptar com a fill. Una altra característica del compositor va ser la seva escriptura criolla. Va ser reconegut pel seu treball al Festival da Baía das Gatas en 2003. El compositor va morir de complicacions d'un accident cerebrovascular que havia sofert tres anys abans en Portugal. Va ser enterrat a la seva casa a Monte Sossego, a petició de la família.

## Poemes
- Apocalipse
- Cmé catchorr (morna-coladeira)
- Cumpade Ciznone
- D. Ana
- Ess Pais
- Morte d'um Tchuc (morna-coladeira)
- Nôs raça
- Psú nhondenga (morna-coladeira)
- Stranger ê um Ilusão
- Tudo tem se limite
- Lamento d'um emigrante

## Discografia
- Cumpade Ciznone per Cesária Évora a Miss Perfumado (1992)
- Direito Di Nasce per Cesária Évora a Miss Perfumado (1992)
- Vida Tem Um So Vida per Cesária Évora a Miss Perfumado (1992), junt amb Dany Mariano
- Barbincor per Cesária Évora a Miss Perfumado (1992)